# Palais Staszic (Varsovie)
Le palais Staszic (en polonais : Pałac Staszica, IPA : [pawat͡s staʂit͡sa]) est un édifice situé au 72 rue Nowy Świat, dans l'arrondissement de Śródmieście à Varsovie. C'est le siège de l'Académie polonaise des sciences.

## Histoire
L'histoire du palais Staszic aurait commencé en 1620, lorsque le roi Zygmunt III Vasa ordonna la construction d'une chapelle orthodoxe, comme mausolée et lieu d'enterrement du tsar Vassili IV et de son frère Dmitri Chouiski décédé au château de Gostynin en 1612 où il avait été détenu avec sa famille depuis la défaite qu'il avait subie à la bataille de Klouchino en 1610. En 1635 une mission diplomatique russe ayant obtenu l'accord du roi Władysław IV d'emporter les dépouilles des princes Chouiski à Moscou, la chapelle fut fermée.

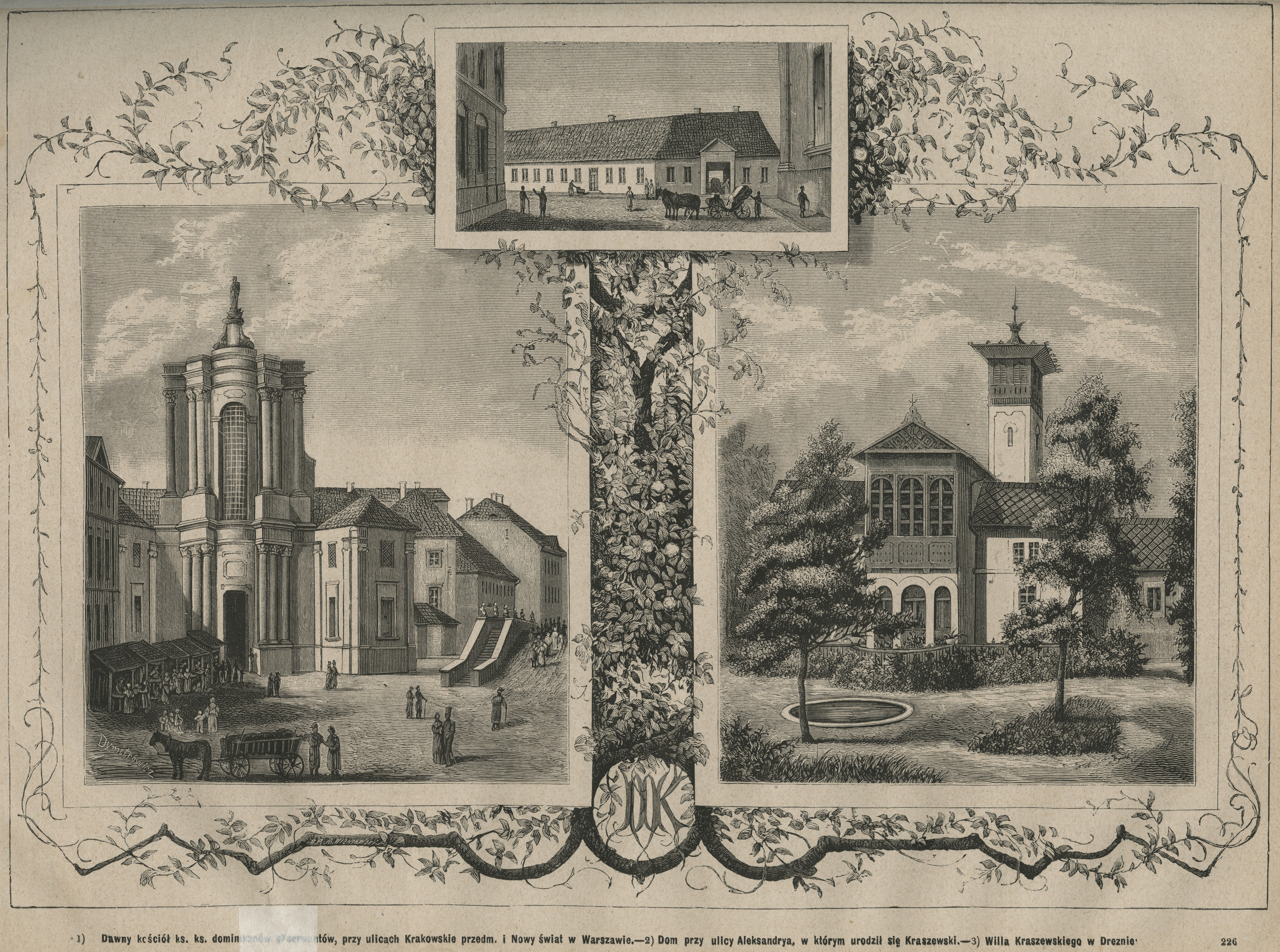
L'ancienne église des dominicains au croisement des rues Krakowskie Przedmieście et Nowy Świat

La population étant majoritairement catholique, protestante et juive, il n'y avait guère besoin d'une chapelle orthodoxe. En 1668, le roi Jan II Kazimierz Vasa céda la chapelle à l'ordre dominicain qui édifia à son emplacement une église catholique. La communauté dominicaine géra l'église jusqu'en 1816 quand son administrateur Józef Danikowski se suicida à son autel. Après cet acte, l'église ne put servir de lieu de culte et une décision de son démolition fut prise.

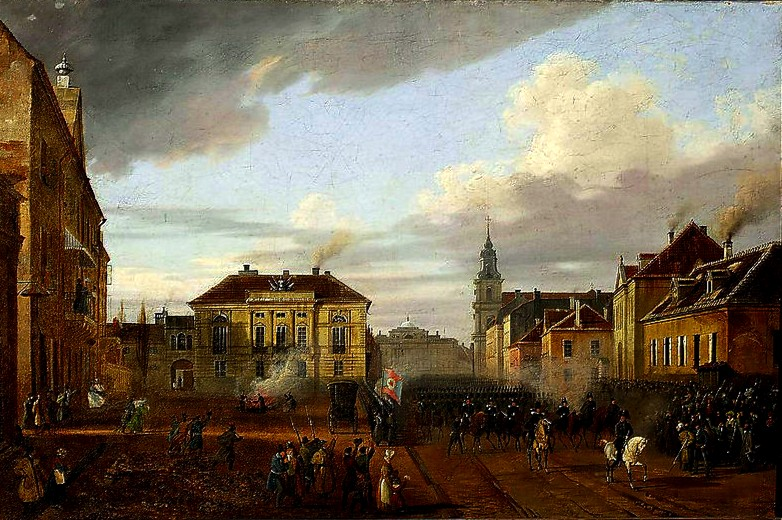
Le retour des troupes de Wierzbna à Varsovie en 1831 par Marcin Zaleski.

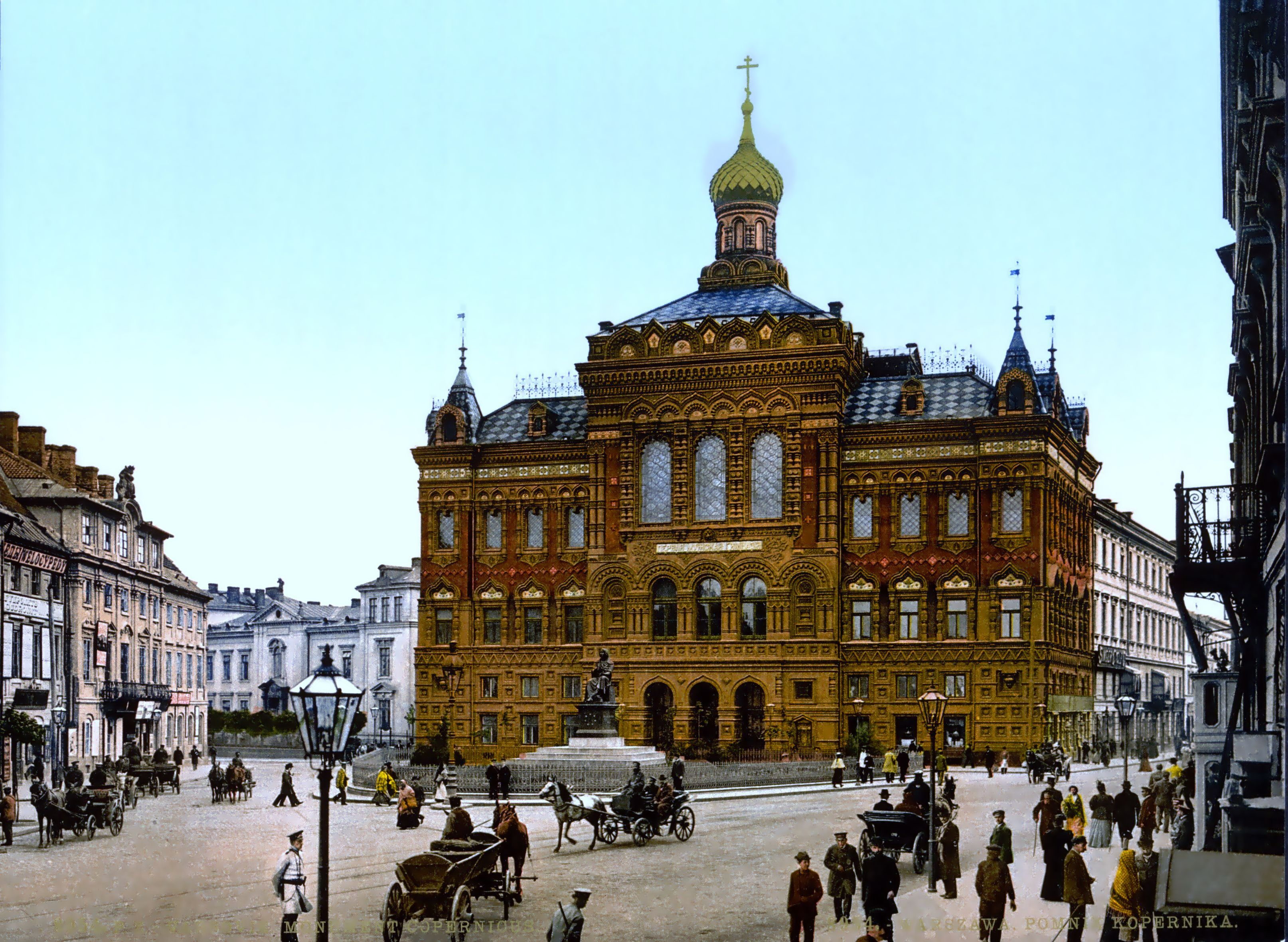
Le palais Staszic dans le style russo-byzantin de 1892 à 1924.

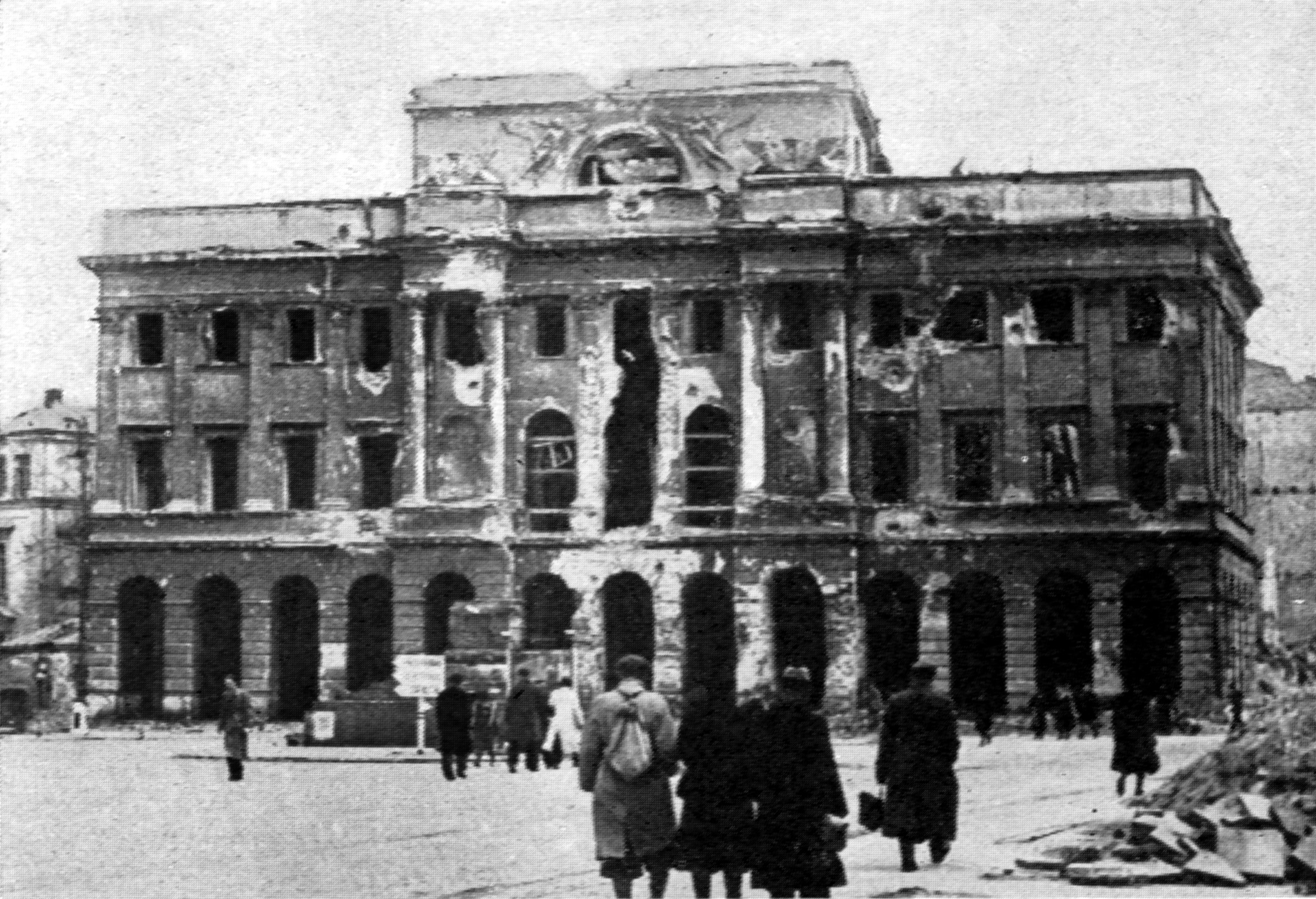
Le palais Staszic en 1945.

En 1818, Stanisław Staszic, le président de la Société des Amis des sciences, acheta le bâtiment et entreprit sa rénovation dans le but d'y transférer son organisation. Fondée en 1800, elle fut la première société scientifique polonaise. (Elle est l'ancêtre de l'Académie des sciences actuelle.) La reconstruction s'acheva en 1823, son architecte Antonio Corazzi imagina alors un palais de style néo-classique. 
Le 11 mai 1830, devant le palais Staszic, Juliusz Ursyn Niemcewicz dévoile un monument dédié à Nicolas Copernic, sculpté par Bertel Thorvaldsen. 
Après l'insurrection de novembre 1830 contre le pouvoir tsariste, la Société des Amis des sciences fut dissoute par les autorités russes qui contrôlaient Varsovie depuis le congrès de Vienne.
Entre 1857 et 1862, le palais abrite l'académie médico-chirurgicale, première institution d'enseignement supérieur rétablie dans la partition russe (toutes les institutions d'enseignement supérieur dont l'université de Varsovie ayant été interdites après l'insurrection de 1830). Mais l'Académie est bientôt fermée après un autre soulèvement polonais maté, l'insurrection de janvier 1863.
Jusqu'à la fin de la Première Guerre mondiale, le bâtiment abritait un gymnasium (collège) pour hommes. À partir de 1890, il abrite également une église orthodoxe. 
En 1892-1893 le palais est rénové par les autorités russes. En ligne avec la politique tsariste de russification de Varsovie, l'architecte Vladimir Pokrovsky  transforme le palais néoclassique en un bâtiment de style russo-byzantin.
Après que la Pologne a retrouvé son indépendance en 1918, le palais est restauré dans son style néoclassique initial, par l'architecte Marian Lalewicz (pl). Pendant l'entre-deux-guerres, il accueille plusieurs organisations scientifiques et savantes de Varsovie.
À l'invasion allemande en septembre 1939, le palais subit de graves endommagement lors de la bataille de Varsovie et il presque entièrement rasé lors de l'insurrection de Varsovie de 1944. 
Entre 1946-1950, il est reconstruit dans sa forme néo-classique originale. Aujourd'hui, c'est le siège de l'Académie polonaise des sciences.